# Biota du Maine
Biota du Maine, morte en 1063, fut comtesse du Maine de 1062 à 1063. Elle était de la famille des Hugonides, fille d'Herbert Ier Éveille-Chien, comte du Maine.
Son prénom est, semble-t-il, soit une forme hypocoristique du prénom Bilichildis, fréquent dans les maisons du Maine, soit une transposition en latin de la forme vernaculaire.
Elle épousa Gautier III, comte de Vexin et d'Amiens, mais n'eut pas d'enfants.
En mars 1062, son neveu Herbert II mourut en léguant le comté du Maine à Guillaume le Conquérant, mais les seigneurs mainois se révoltèrent et choisirent comme comtes Gautier et Biota, avec le soutien du comte d'Anjou Geoffroy III le Barbu. Guillaume le Conquérant entreprit la conquête du comté, prenant les forteresses une par une et finalement s'empara du Mans. Gautier et Biota furent capturés et détenus à Falaise, où ils moururent peu après dans des circonstances suspectes.

## Sources
- FranceBalade : les seigneurs du Maine.
- Foundation for Medieval Genealogy : comtes du Maine.
- Onomastique et Parenté dans l'Occident médiéval, Oxford, Linacre College, Unit for Prosopographical Research, coll. « Prosopographica et Genealogica / 3 », 2000, 310 p. (ISBN 1-900934-01-9).
  - Katharine S. B. Keats-Rohan "Bilichildis" problèmes et possibilités d'une étude de l'onomastique et de la parenté de la France du Nord-Ouest.